# 5515 Naderi
Az 5515 Naderi (ideiglenes jelöléssel 1989 EL1) a Naprendszer kisbolygóövében található aszteroida. Eleanor F. Helin fedezte fel 1989. március 5-én.